# Nout Wardenburg
Nout Wardenburg (18 de febrero de 1997) es un deportista de los Países Bajos que compite en atletismo. Ganó una medalla de plata en el Campeonato Europeo de Atletismo por Equipos de 2021, en la prueba de 4 × 400 m.